# Прорыв линии Барбара
Прорыв Линии Барбара (нем. Barbara-Linie) — наступательная операция англо-американских войск в ходе Итальянской кампании Второй мировой войны.
После высадки Союзников в Италии германские войска для замедления их продвижения организовали несколько оборонительных позиций, протянувшихся через всю Италию от одного побережья до другого. Линия Барбара была второй из них. Она тянулась от восточного побережья Италии вдоль реки Триньо и далее на запад через Апеннинские горы. Состояла из позиций на вершинах холмов.

## Прорыв на западе
Командовавший всеми войсками Оси в Италии фельдмаршал Кессельринг приказал немецким войскам отступить к Линии Барбара после того, как 12 октября американская 5-я армия прорвала линию Вольтурно. В начале ноября немецкое командование приступило к отводу своих войск на «зимние позиции», проходившие через самую узкую часть Апеннинского полуострова юго-восточнее Гаэта, Пескара. 
Продвигаясь за отходившим противником, англо-американские части в первых числах ноября подошли к этому рубежу. В начале ноября 5-я армия (командующий — Марк Кларк), двигавшаяся по Тирренскому побережью, достигла линии Барбара и прорвала её, после чего немецкие войска отступили к линии Бернхардт. 
Попытки прорвать немецкие позиции окончились неудачей. Командующий 5-й американской армией генерал Кларк 13 ноября докладывал Александеру: «Продолжение фронтальных атак приведет к истощению дивизий, особенно 56-й и 3-й, до угрожающего уровня». 

## Прорыв на востоке
На Адриатическом побережье британская 8-я армия (командующий — Бернард Монтгомери) прорвала Линию Вольтурно ещё 6 октября, однако была вынуждена остановиться перед рекой Триньо для перегруппировки, так как плохое состояние итальянских дорог вызвало проблемы со снабжением (англичане получали снабжение из Бари и Таранто, которые находились в 200 км позади).
На рассвете 2 ноября британский 5-й корпус атаковал Линию Барбара вдоль побережья, а 13-й корпус пересёк реку Триньо слева от него. На острие атаки 5-го корпуса находилась 78-я дивизия, наступавшая вдоль прибрежной дороги, в то время как индийская 8-я пехотная дивизия атаковала на расстоянии 15 км от побережья. После яростного боя 3 ноября 78-я дивизия достигла Сан-Сальво, находившегося в нескольких километрах за рекой Триньо, после чего генерал-майор Рудольф Шьекениус, командовавший германской 16-й танковой дивизией, принял решение об отходе к реке Сангро, где проходила более удобная для обороны Линия Густав.